# Marko Simeunovič
Marko Simeunovič (Maribor, Yugoslavia, 6 de diciembre de 1967) es un exfutbolista esloveno, se desempeñaba como guardameta. Fue internacional en 57 ocasiones con la selección de fútbol de Eslovenia.

## Clubes
| Club                 | País           | Años        |
| -------------------- | -------------- | ----------- |
| Estrella Roja        | RFS Yugoslavia | 1989-1990   |
| FK Napredak Kruševac | Yugoslavia     | 1990-1991   |
| Olimpija Ljubljana   | Eslovenia      | 1991-1997   |
| NK Maribor           | Eslovenia      | 1997-1999   |
| Etimesgut Şekerspor  | Turquía        | 1999-2001   |
| NK Maribor           | Eslovenia      | 2002 - 2005 |
| Olympiakos Nicosia   | Chipre         | 2005 - 2006 |
| AEL Limassol FC      | Chipre         | 2006 - 2007 |

- Datos: Q118513